# Boulevard Louis-XIV
Le boulevard Louis-XIV est une artère d'orientation est-ouest traversant les arrondissements de Charlesbourg et de Beauport, à Québec. Le boulevard est un segment de la route 369.

## Situation et accès
Le boulevard a une longueur d'environ 14 km. Il débute à l'ouest à la jonction avec le boulevard des Chutes, dans le quartier des Chutes-Montmorency à Beauport. Dans sa première section, le boulevard est une route bidirectionnelle à deux voies. Il grimpe vers le nord en longeant les carrières de Beauport, puis passe à quatre voies et bifurque vers l'ouest peu avant le boulevard Raymond. En poursuivant vers Charlesbourg, ses principales intersections sont avec la rue Seigneuriale, la rue Blanche-Lamontagne, l'avenue du Bourg-Royal, le boulevard Henri-Bourassa et l'autoroute Laurentienne. Au-delà du boulevard Pierre-Bertrand, qui constitue son extrémité ouest, la route se poursuit sous le nom de boulevard Bastien.

## Origine du nom
Son nom rend hommage à Louis XIV, monarque régnant sur la Nouvelle-France de 1643 à 1715. 

## Historique

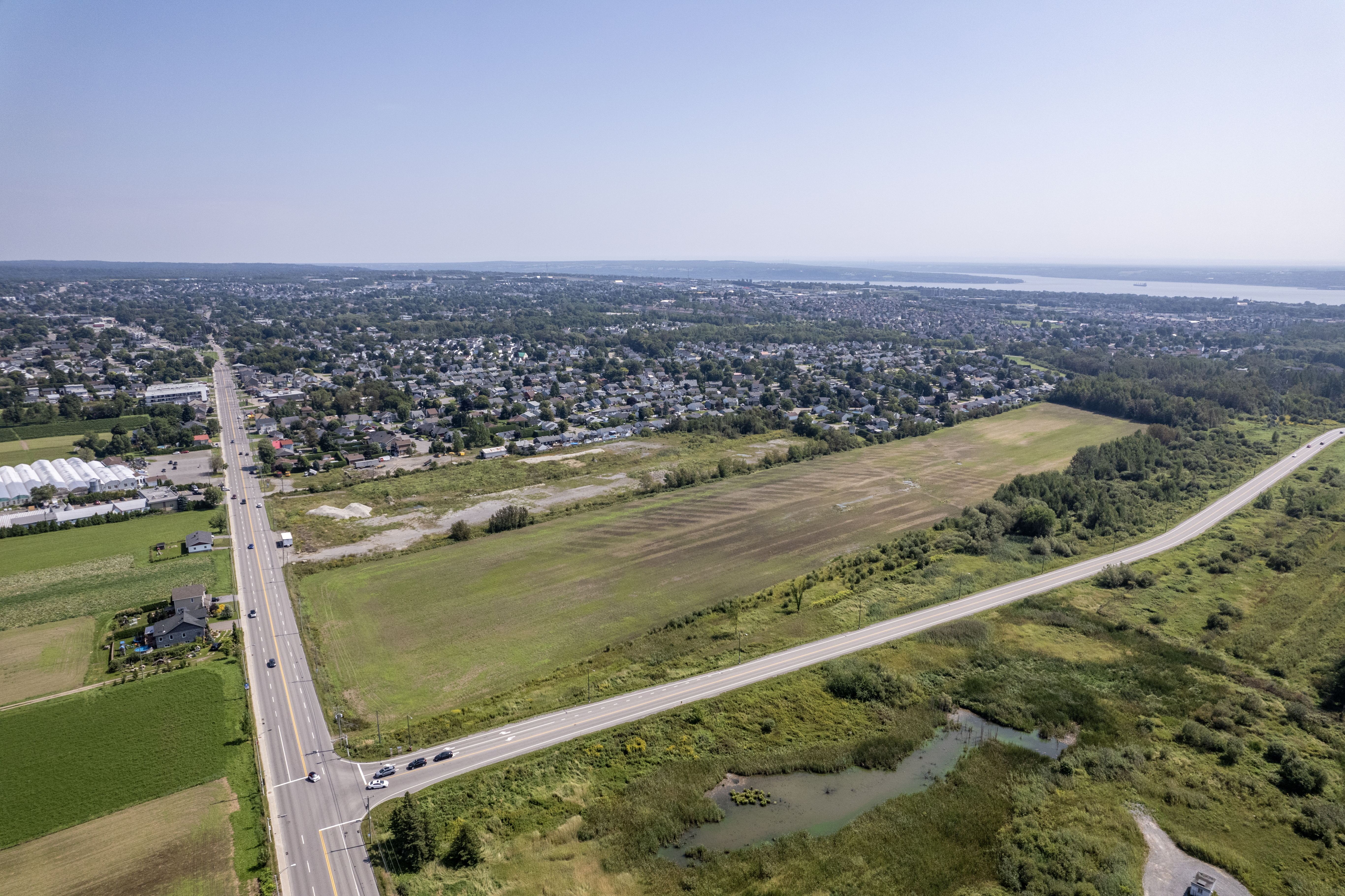
Intersection du boulevard Louis-XIV et de la rue Blanche-Lamontagne.

Le tracé original permettait de relier les seigneuries des Islets, Saint-Joseph et Saint-Ignace.
Le nom a été attribué dans une perspective de commémoration historique à l'approche du 400e anniversaire de Québec en 2008. Par ailleurs, le boulevard traverse plusieurs établissements fondés à l'époque du roi, comme Charlesbourg ou Bourg-Royal. L'attribution du nom s'inscrit aussi dans le processus d'harmonisation des odonymes de la ville, rendu nécessaire à la suite des fusions municipales de 2002. Le changement de nom est officialisé par la Commission de toponymie le 6 février 2006.
Avant 2006, l'axe possédait 5 segments aux noms différents : la 80e Rue Est et la 80e Rue Ouest, à Charlesbourg, la rue Saint-Jean-Baptiste et le boulevard Rochette, à Beauport, et le boulevard Saint-Joseph dans Les Rivières.

## Bâtiments remarquables et lieux de mémoire
D'ouest en est :
- Siège du Service de police de la Ville de Québec
- Église Saint-Charles-Borromée de Québec
- Moulin des Jésuites
- Terres des Sœurs de la Charité de Québec
- Ferme Bédard-Blouin
- Centre de plein air de Beauport